# Anna Dorothea Therbusch
Anna Dorothea Therbusch (Berlijn, 23 juli 1721 - aldaar, 9 november 1782) was een Pools-Duitse kunstschilderes. Haar werk behoort tot de rococo.

## Biografie
Anna Dorothea Therbusch was een dochter van Georg Lisiewski. Lisiewski, die van Poolse afkomst was, was rond 1700 naar Berlijn getrokken, waar hij een carrière als portretschilder begon. Samen met haar zuster Anna Rosina en haar broer Christoph kreeg Anna Dorothea les in de schilderkunst van haar vader.
In 1742 trouwde Anna Dorothea met Ernst Friedrich Therbusch (1711-1773), de waard van de Berlijnse herberg de "Weißen Taube". Anna Dorothea en Ernst Friedrich kregen zeven kinderen, van wie er vijf overleefden. Vanwege de zorg voor haar gezin en de verwachtingen die golden voor een vrouw uit de gegoede burgerij kwam Anna Dorothea nauwelijks aan schilderen toe. Toch wist ze door middel van zelfstudie haar stijl verder te ontwikkelen.
Pas in 1760 pakte Therbusch haar carrière weer op. Een jaar later werd ze als door hertog Karel Eugenius van Württemberg uitgenodigd om naar zijn hof in Stuttgart te komen. In opdracht van de hertog schilderde ze achttien supraportes voor de spiegelzaal van het Kasteel van Stuttgart. Therbusch slaagde er ook in om aan de academie in Stuttgart te studeren. In 1763 was ze korte tijd werkzaam aan het hof van keurvorst Karel Theodoor van de Palts in Mannheim. Tijdens haar verblijf in Parijs was Therbusch een protegé van Denis Diderot die ook naakt voor haar poseerde.

## Werken

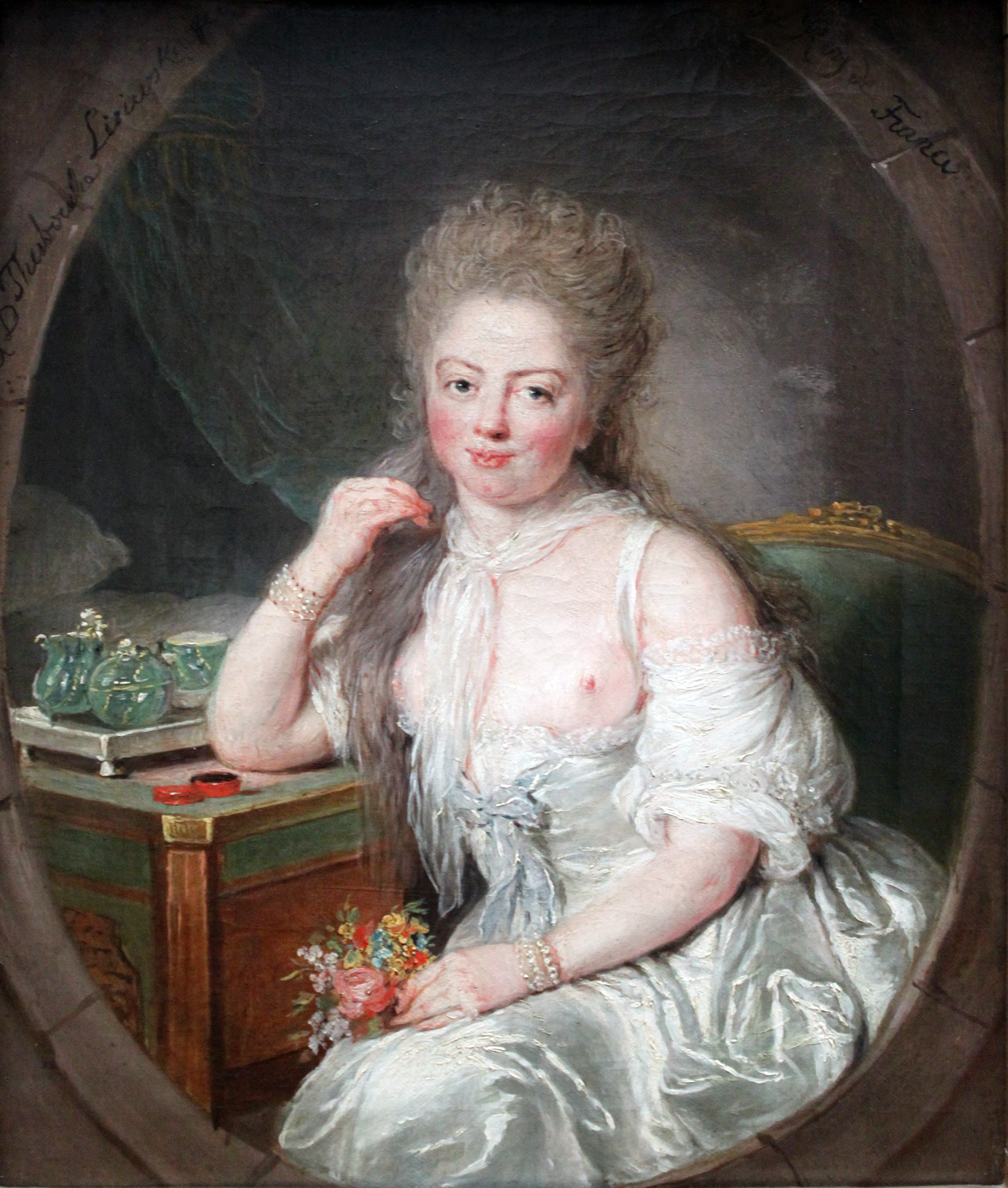
1769
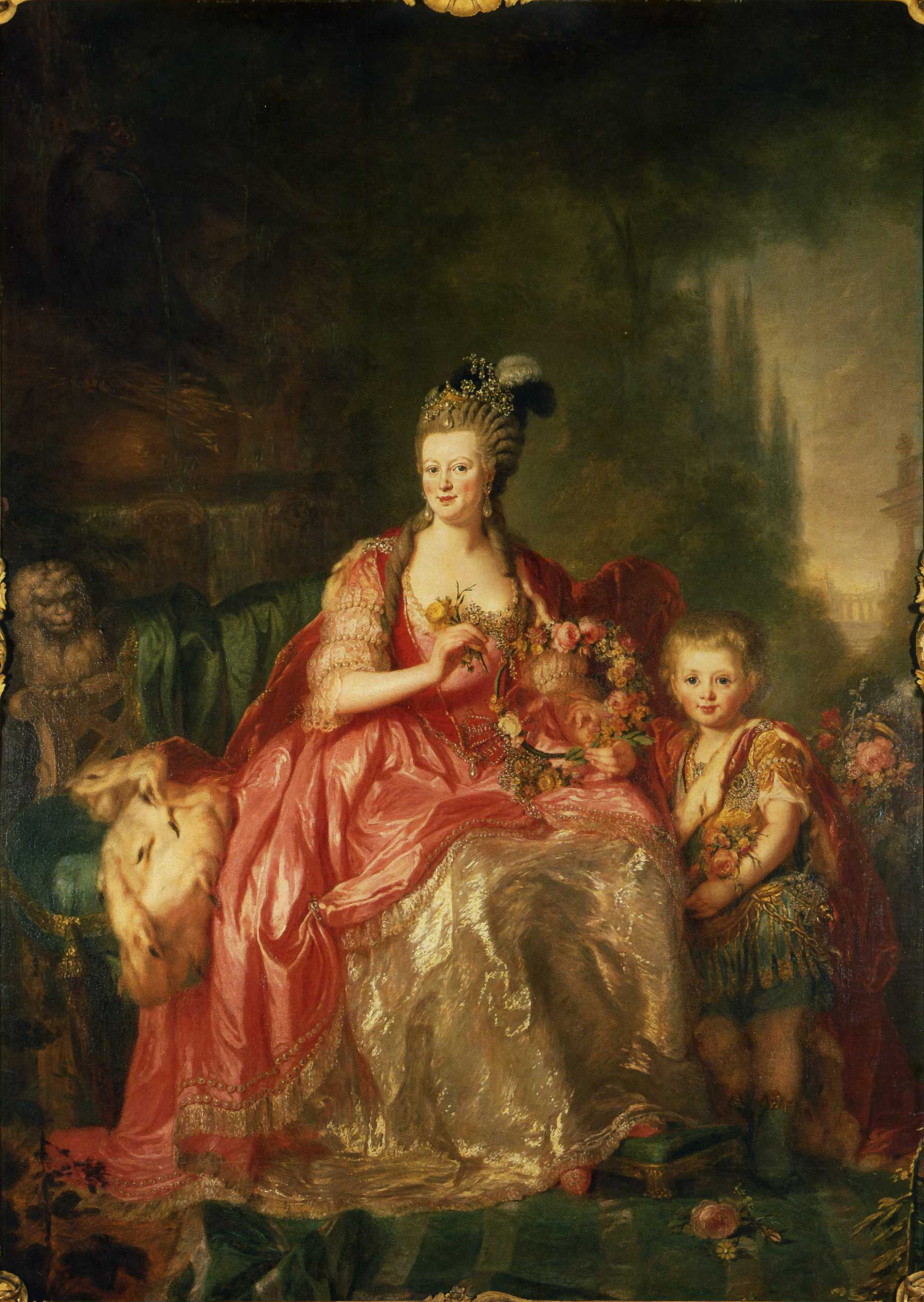
1775
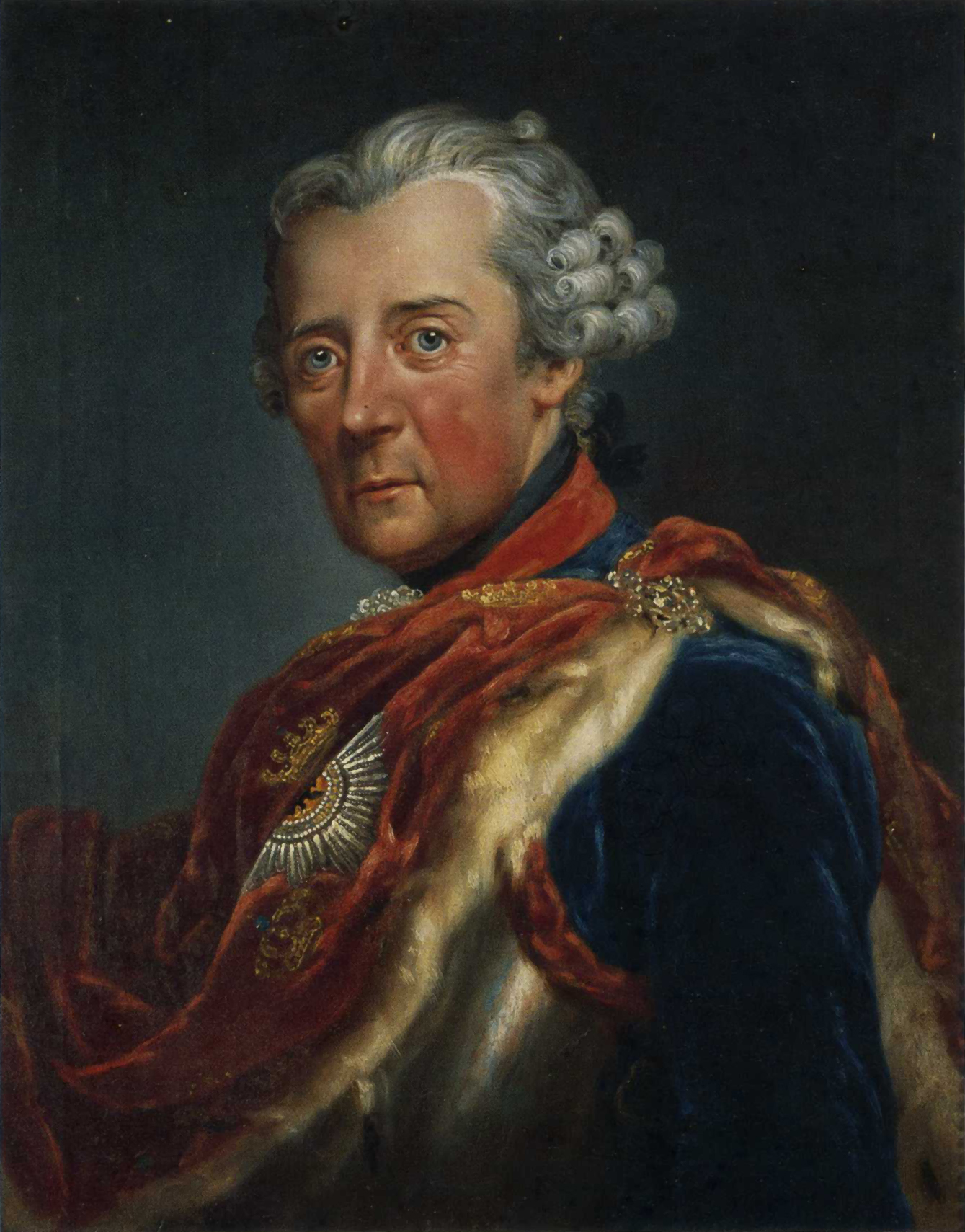
ca. 1775
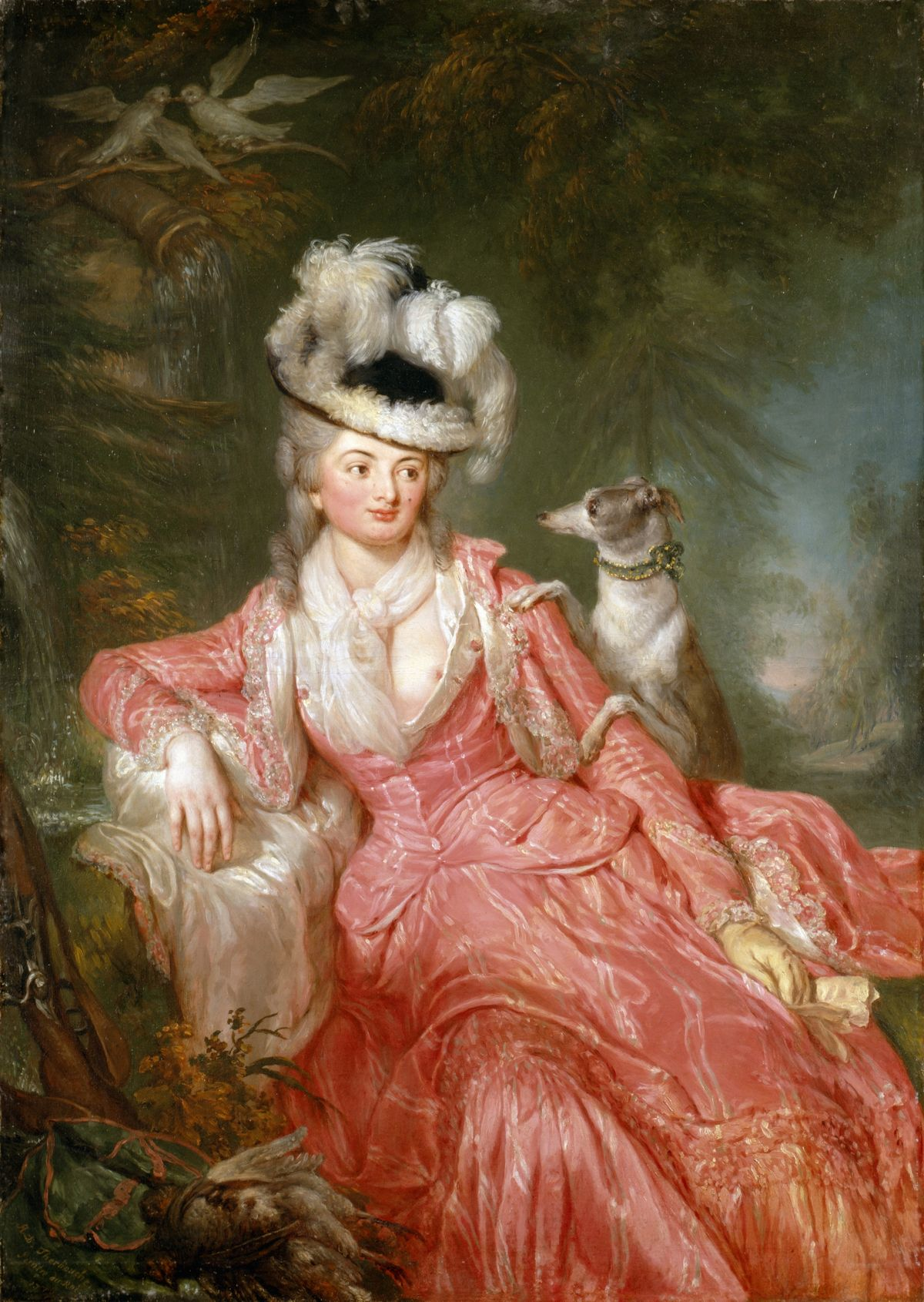
1776
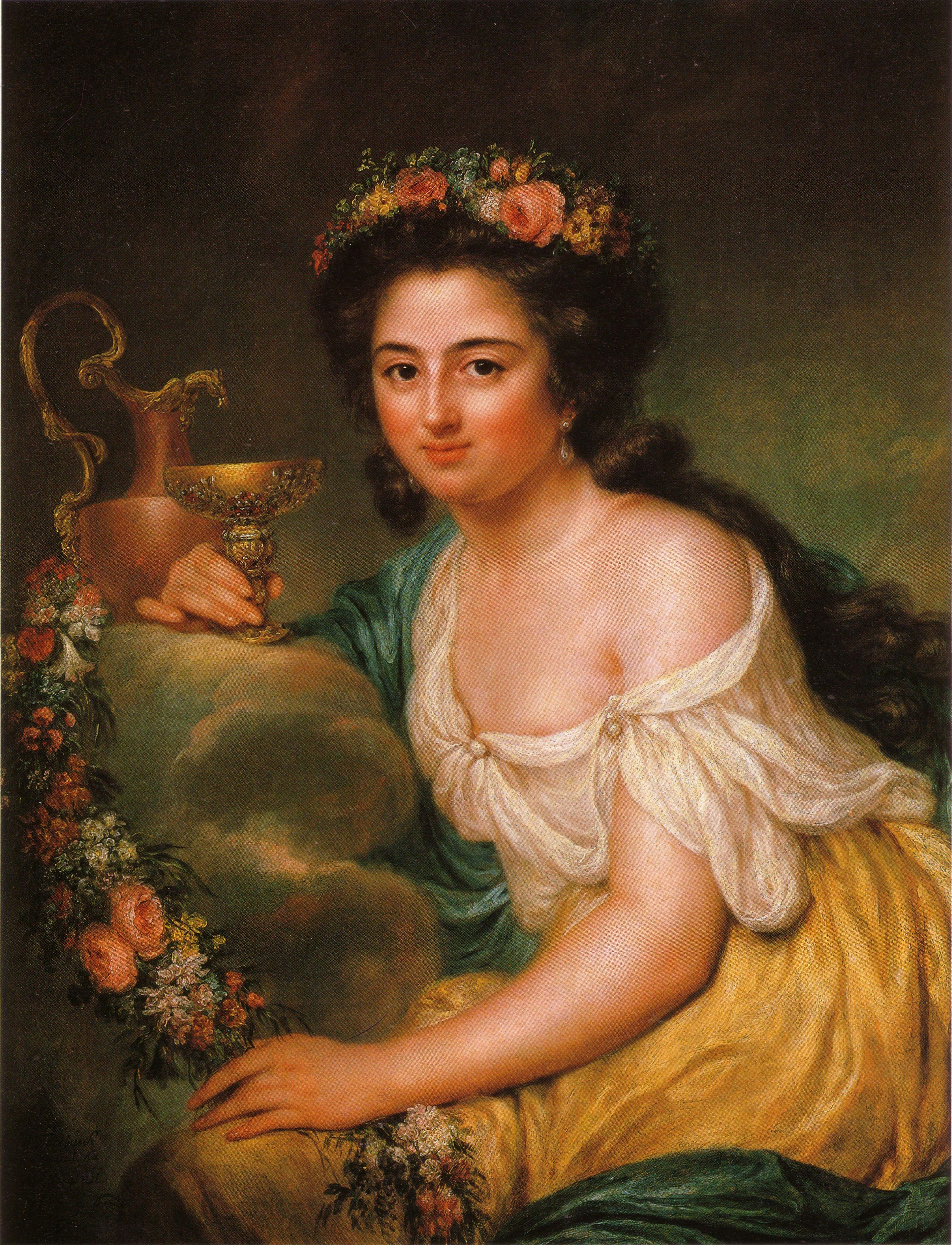
1778
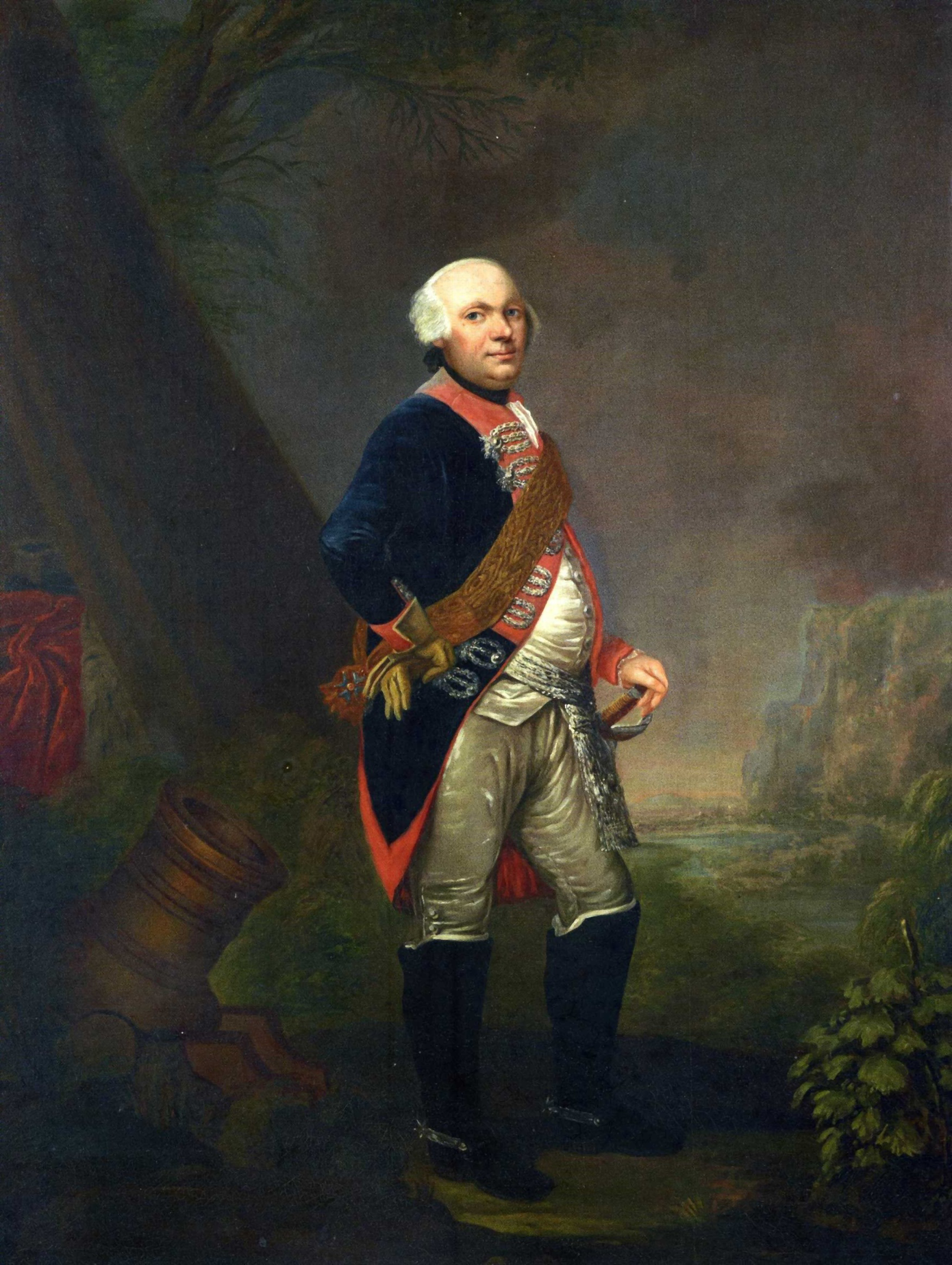
?
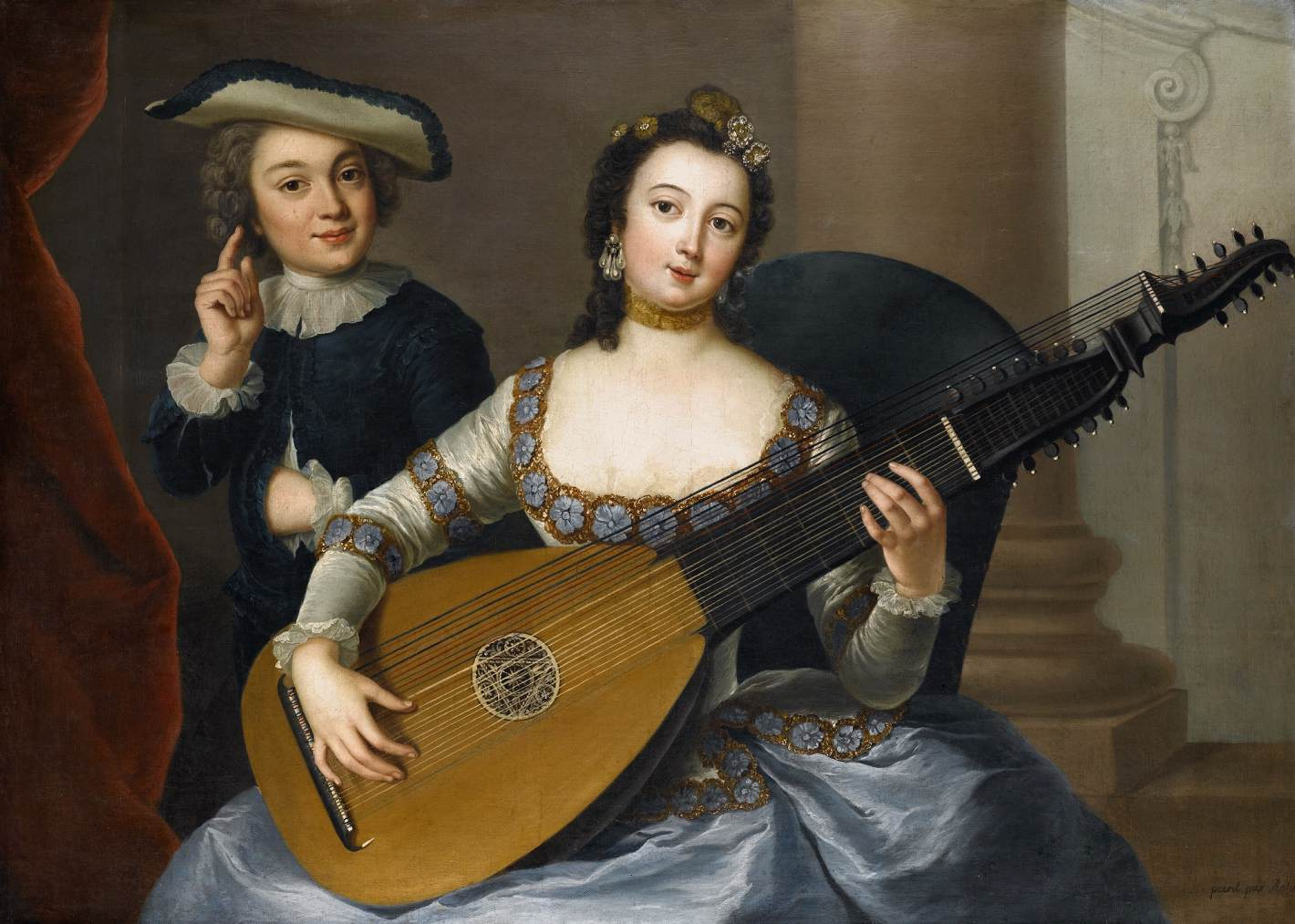
?